# Wojciech Kułakowski
Wojciech Kułakowski (ur. 17 lutego 1888 w Starymieście, zm. 7 listopada 1918 we Lwowie) – podporucznik piechoty Wojska Polskiego, kawaler Orderu Virtuti Militari.

## Życiorys
Urodził się 17 lutego 1888 w Starymieście, w ówczesnym powiecie podhajeckim Królestwa Galicji i Lodomerii, w rodzinie Józefa. Podjął studia prawa
Podczas I wojny światowej był oficerem c. k. armii, służył w szeregach 55 pułku piechoty. Ponadto działał w Polskiej Organizacji Wojskowej, a latem 1918 został zaprzysiężony do organizacji Polskie Kadry Wojskowe. U kresu wojny w listopadzie 1918 brał udział w obronie Lwowa podczas wojny polsko-ukraińskiej. 1 listopada obsadził swoim plutonem koszary na Janowskim. Dowodził wtedy oddziałem operującym na ulicy Kordeckiego. W dniu 2 listopada kierowany przez niego oddział wraz z oddziałami Roman Abrahama i Stanisława Wolaka zaatakowały dworzec kolejowy, zajmując magazyn broni i amunicji. W stopniu podporucznika dowodził oddziałem, który wraz z innymi jednostkami w dniach 2-3 listopada 1918 zdobyli ulicę Bema. Następnie był organizatorem polskich pozycji tamże (polscy obrońcy w tym miejscu byli określani jako bemacy) i objął komendę placówki na roku ulic Bema i Janowskiej, po czym skutecznie odpierał ataki Ukraińców w czasie najcięższych walk 4 listopada. Następnie objął komendę nad oddziałem operującym na ulicy Janowskiej i chroniącym magazyn na rogu Bema i Janowskiej. 5 listopada mając zaledwie pięciu ludzi, dokonał skutecznego kontrataku na pluton ukraiński, przejmując karabin maszynowy. Wieczorem 5 listopada dowodził oddziałem, skierowanym przez por. Jerzego Schwarzenberg-Czernego, atakującym koszary Ferdynanda przy ulicy Gródeckiej. Atakującym lewym skrzydłem Polakom kierowanych przez ppor. Kułakowskiego udało się wtargnąć na teren koszar, objąć stajnie oraz zająć magazyny sanitarny i garnizonowy, jednak nie utrzymali go wskutek nieporozumienia, jako że następnie zostali oni ostrzeliwani przez oddział z placówki Jur ogniem z ciężkich karabinów maszynowych. W wyniku bratniego ostrzału Wojciech Kułakowski odniósł śmiertelnie rany w brzuch. Został przeniesiony przez żołnierzy do Zgromadzenia Sióstr Felicjanek przy ul. Janowskiej. Zmarł w wyniku odniesionych ran 7 listopada 1918 w szpitalu na Politechnice we Lwowie. Według relacji umierał z uśmiechem na ustach oraz szczęśliwy, że walczył za Polskę. W ostatnich słowach obawiał się jedynie o polskich obrońców Lwowa, mówiąc: czy nasi się utrzymają, czy nasi się obronią.
Został pochowany na Cmentarzu Obrońców Lwowa (katakumba V, miejsce 2).
We wspomnieniach Romana Abrahama podporucznik Wojciech Kułakowski był jednym z dzielniejszych oficerów obrony Lwowa, zaś Czesław Mączyński określił go słowami: najdzielniejszy z dzielnych oraz bohater nad bohatery.
Uchwałą Rady Miasta Lwowa z listopada 1938 jednej z ulic we Lwowie nadano imię Wojciecha Kułakowskiego.

## Ordery i odznaczenia
- Krzyż Srebrny Orderu Wojskowego Virtuti Militari nr 3204 – pośmiertnie, 10 sierpnia 1922[37] (wymieniony wśród odznaczonych żołnierzy późniejszego 38 pułku piechoty Strzelców Lwowskich[38], dekoracja dokonana 17 kwietnia 1921 we Lwowie przez gen. broni Tadeusza Rozwadowskiego)[39]
- Krzyż Niepodległości – pośmiertnie, 4 listopada 1933 „za pracę w dziele odzyskania niepodległości"[40][41]